# NGC 6651
NGC 6651 (другие обозначения — UGC 11236, MCG 12-17-22, ZWG 340.44, IRAS18250+7134, PGC 61836) — галактика в созвездии Дракон.
Этот объект входит в число перечисленных в оригинальной редакции «Нового общего каталога».